# Esther Tallah
Esther Tallah (Bamenda, Camerun) és una pediatra i activista africana reconeguda per la seva tasca en favor dels drets de les dones i la lluita per la prevenció i el tractament de la malària, la principal causa de mortalitat infantil.

## Biografia
Nascuda a Bameda, en una família de nou germans, ella va poder estudiar i es llicencià en Medicina per ajudar a la gent del seu país. Ha estat directora del servei de pediatria d'un hospital en Yaundé i directora de la Coalició del Camerun contra la Malària des del 2007.
Per acabar amb la malària al Camerun en cinc o deu anys defensa que seria suficient que el 80% de la població utilitzés teles mosquiteres i les renovés cada tres anys, es fessin campanyes de fumigació a les zones on la malària és estacional, les dones embarassades i els menors de cinc anys rebessin tractament preventiu farmacològic i els infectats anessin a l'hospital. També promou una escola al Camerun perquè considera que el principal enemic de la salut i el progrés de la dona congolesa és la manca de formació de les mares, i ha comprovat que els fills de dones que han anat a l'escola tenen més bona salut.
El 2016 va rebre el premi Harambee Africa per la seva tasca a favor de la promoció i igualtat de la dona africana.